# Valborg Aulin
Pour les articles homonymes, voir Aulin.
 (novembre 2023).
Si vous disposez d'ouvrages ou d'articles de référence ou si vous connaissez des sites web de qualité traitant du thème abordé ici, merci de compléter l'article en donnant les références utiles à sa vérifiabilité et en les liant à la section « Notes et références ».
Laura Valborg Aulin, née le 9 janvier 1860 à Gävle, morte le 11 janvier 1928 à Örebro, est une compositrice et une pianiste suédoise.

## Biographie
Aulin étudie au Conservatoire de Stockholm de 1877 à 1882. Elle étudie la composition avec Ludvig Norman, Albert Rubenson (nl), S. A. Lagergren et Hermann Berens ; Hilda Thegerström (en) est sa professeure de piano.
Parallèlement à ses études, Valborg Aulin donne des concerts de ses propres œuvres et elle joue avec son frère Tor Aulin et le quatuor Aulin. 
Elle obtient, avec l'aide de Ludvig Norman, une bourse Jenny Lind qui lui permit d'étudier de 1885 à 1887 d'abord à  Copenhague avec Niels Wilhelm Gade puis à  Berlin et Paris avec Benjamin Godard, Jules Massenet et Ernest Guiraud. À Paris elle composa les Tableaux Parisiens, une suite pour orchestre, et Procul este, une ballade pour soliste, chœur mixte et orchestre à cordes.
Après la mort de Ludvig Norman en 1885 Aulin perd son principal soutien et prend un poste d'organiste et de professeur à Örebro.

## Œuvres principales

### Orchestre
- Tableaux Parisiens opus 15, Suite pour orchestre

### Chœur avec orchestre
- Pie Jesu Domine opus 13. Missa solemnis pour chœur mixte et orchestre
- Herr Olof opus 3 (”På ängen under det mörka fjället”). Ballade pour ténor, chœur mixte et orchestre. (1880) texte : Carl David af Wirsén
- Procul este! opus 28. Pour soprano, chœur mixte, harpe et stråkar (1886)
- Veni Sanctu Spiritus Opus 31 (32 ?). Hymne pour chœur mixte avec orchestre ou piano (1898)

### Œuvres pour chœur avec accompagnement
- Julsång opus 23 (”Dagen uppgår”) pour chœur mixte et orgue.  Texte : Karl Alfred Melin (d'après Thomas Moore)
- Trois  chœurs de femmes avec piano : 
  1. Barkarol
  2. Klagar rosen klagar kaprifolen?
  3. När rosorna blomma

### Chœur a cappella
- Deux chœurs, op. 24 :
  1. Min lycka var så kort
  2. Lysen stjärnor

### Chants
- Quatre Chants à Heine, Buch der Lieder, op. 9
- Deux chants op. 19 :
  1. Vaggsång
  2. Var det en dröm?

### Musique de chambre
- Quatuor à cordes no 1 en fa majeur (1884)
- Quatuor à cordes no 2 en mi mineur, op. 17 (1889, création en 1890)

### Piano
- Cinq Poèmes, op. 7 (1882) :
  1. Vågornas vaggsång
  2. Mazurka
  3. Vårhälsning
  4. Impromptu
  5. Minnen
- Sept Morceaux, op. 8 (1884) :
  1. Romans
  2. Vals
  3. Elegi
  4. Polonäs
  5. Scherzo
  6. Caprice
  7. Fantasi
- Sonate pour piano en fa mineur, op. 14 dite « Grande Sonate sérieuse »
- Albumblad, op. 29 (1889)
- Valse élégiaque (1892)
- Fantasistycken, op. 30 (1898)

### Orgue
- Meditation, dans : Organistens orgelalbum fascicule 2:20 (N E Anjou)

## Sources
- Otto Ebel (trad. Louis Pennequin), Les femmes compositeurs de musique. Dictionnaire biographique, Paris, Paul Rosier, 1910 (lire en ligne), p. 7.
- Theodore Baker, Dictionnaire biographique des musiciens, Paris, Éditions Robert Laffont, 1995 (ISBN 9782221065105), p. 149.